# Танас Луловски
Танас (Тане) Луловски (на македонска литературна норма: Танас, Тане Луловски) е виден художник от Република Македония.

## Биография
Танас Луловски е роден в 1940 година в костурското село Желево (на гръцки Андартико), Гърция. По време на Гражданската война в Гърция е изведен от страната в групата на така наречените деца бежанци. Заминава за Войводина, Югославия, а по-късно за Румъния, където в 1967 година завършва Института за изящни изкуства „Николае Глигореску“, и където прави първа самостоятелна изложба. В 1968 година участва в изложбата „Наше минато“ в Скопие. Става член на Дружеството на художниците на Македония. До 1985 година работел като художник на свободна практика. С италианска държавна стипендия специализира в Академията за изящно изкуство в Рим. От 1985 година преподава живопис в Художествения факултет на Скопския университет. Носител е на много македонски и международни награди.